# Flávio Aviano
Aviano (em latim: Flavius Avianus; Roma, c. 400) foi um poeta romano tardio, que escreveu fábulas em latim e provavelmente viveu no final do século IV e início do século V.
As 42 fábulas que levam o seu nome são dedicadas a um determinado Teodósio, cuja erudição é enaltecida com os termos mais elogiosos. Ele pode ser Macróbio Ambrósio Teodósio, o autor de as Saturnais; alguns pensam que ele pode ser o imperador de mesmo nome. Quase todas as fábulas podem ser encontradas em Bábrio, que foi, provavelmente, fonte de inspiração de Aviano, mas como Bábrio escreveu em grego, e Aviano fala ter feito uma versão elegíaca composta a partir de uma cópia em latim deselegante, provavelmente, uma prosa parafraseada, ele não estava em débito com o original.
A linguagem e a métrica estão em geral corretas, apesar de desvios do uso clássico, principalmente na gestão do pentâmetro. As Fábulas constituíram o livro mais difundido nas escolas medievais de gramática. Promythia e epimythia (introduções e moralidades), paráfrases e imitações eram frequentes, como o Novus Avianus de Alexander Neckam (século XII).

## Fábulas
1. De nutrice et infanti - A ama e a criança
2. De testudine et aquila - A tartaruga e a águia
3. De cancris - O caranguejo ensinando o seu filho
4. De vento et sole - A fábula de Febo e Bóreas
5. De asino pelle leonis induto - O burro com a pele de leão vestida
6. De rana et vulpe - A rã e a raposa
7. De cane qui noluit latrare - A história do cão agressivo
8. De camelo - O camelo
9. De duobus sociis et ursa - Os dois amigos e a ursa
10. De calvo - O cavaleiro calvo
11. De ollis - Os potes semelhantes
12. De thesauro - O camponês e o tesouro
13. De hirco et tauro - O touro e o bode
14. De simia - A macaca
15. De grue et pavone - O grou e o pavão
16. De quercu et harundine - O carvalho e a cana
17. De venatore et tigride - O caçador e o tigre
18. De quattuor iuvencis et leone - Os quatro novilhos e o leão
19. De abiete ac dumis - O abeto e a sarça
20. De piscatore et pisce - O pescador e o peixe
21. De luscinia - O agricultor e a ave
22. De cupido et invido - O ambicioso e o invejoso
23. De Baccho - A fábula do vendedor de Baco
24. De venatore et leone - O caçador e o leão
25. De fure et parvo - O menino e o ladrão
26. De leone et capella - A cabra e o leão
27. De cornice et urna - A gralha e a bilha
28. De rustico et iuvenco - O camponês e o novilho
29. De viatore et fauno - O viajante e o sátiro
30. De apro et coco - O homem e o porco
31. De mure et tauro - O rato e o boi
32. De pigro Tyrinthium frustra orante - O homem e a carreta
33. De ansere ova aurea pariente - A gansa que punha ovos de ouro
34. De cicada et formica - A formiga e a cigarra
35. De simiae gemellis - A macaca e os seus filhos
36. De vitulo et bove - O bezerro e o boi
37. De leone et cane - O cão e o leão
38. De pisce et focis - O peixe do rio que foi para o mar
39. De milite veterano - O soldado e a trombeta
40. De pardo et vulpe - O leopardo e a raposa
41. De olla cruda - O pote de barro cru levado pela corrente
42. De lupo et haedo - O lobo e o cabrito

## Edições
- Hendrik Cannegieter (1731)
- Karl Konrad Friedrich Wilhelm Lachmann|Lachmann (1845)
- Wilhelm Fröhner (1862)
- Emil Baehrens em Poetae Latini Minores (1879–1883)
- Robinson Ellis, The Fables of Avianus (1887)

## Leituras adicionais
- Lucian Müller De Phaedri et Aviani fabulis libellis (1875)
- Otto Unrein, De Aviani Aetate (1885), dissertação de Jena
- Leopold Hervieux, Les Fabulistes latins (1894)
- The Fables of Avian translated into Englyshe... by William Caxton at Westmynstre (1483).